# 레귤러 쇼 시즌 7
미국의 텔레비전 애니메이션 《레귤러 쇼》의 일곱 번째 시즌은 2015년부터 2016년까지 카툰 네트워크에서 방송되었다. 작품 속 대다수의 캐릭터들은 J. G. 퀸텔이 학창 시절 캘리포니아 예술 학교를 다니면서 만든 영화 《The Naive Man From Lolliland》와 《2 in the AM PM》에 기초하여 만들어졌다. 과거 《레귤러 쇼》는 카툰 네트워크가 신인 작가를 발굴하기 위해 기획한 Cartoonstitute 프로젝트의 일환이었다.

## 에피소드
| 전체 번호 | 시즌 번호 | 제목                                                      | 각본 및 스토리보드                                                                                        | 본 방송 날짜     | 대한민국 방송 날짜 | 제작 번호         | 미국 시청자 수 (100만) |
| --------- | --------- | --------------------------------------------------------- | --- | ---------------- | ------------------ | ----------------- | ---------------------- |
| 192       | 1         | "상처 입은 자들의 도시" "Dumptown U.S.A."                 | 벤튼 코너, 샘 스피나                                                                                      | 2015년 6월 26일  | 2016년 7월 2일     | 1035-195          | 1.29                   |
| 193       | 2         | "영광의 수상" "The Parkie Awards"                         | 매들린 퀘리펠, 알렉스 클라인                                                                              | 2015년 8월 6일   | 2016년 7월 9일     | 1035-196          | 1.60                   |
| 194       | 3         | "런치클럽" "The Lunch Club"                               | 캘빈 웡, 케이시 크로                                                                                      | 2015년 8월 13일  | 추후 공개          | 1035-197          | 1.55                   |
| 195       | 4         | "뉴스의 전설" "Local News Legend"                         | 매들린 퀘리펠, 알렉스 클라인                                                                              | 2015년 8월 20일  | 2016년 7월 30일    | 1035-200          | 1.49                   |
| 196197    | 56        | "돔 실험의 진실" "The Dome Experiment Special"            | 토비 존스, 오웬 데니스, 민티 루이스, 라이언 페퀸                                                          | 2015년 8월 27일  | 2016년 7월 16일    | 1035-198 1035-199 | 1.60                   |
| 198       | 7         | "최고의 생일 선물" "Birthday Gift"                        | 벤튼 코너, 샘 스피나                                                                                      | 2015년 9월 3일   | 2016년 9월 3일     | 1035-201          | 1.43                   |
| 199       | 8         | "고양이 동영상" "Cat Videos"                              | 캘빈 웡, 케이시 크로                                                                                      | 2015년 9월 10일  | 2016년 9월 10일    | 1035-202          | 1.31                   |
| 200       | 9         | "번개 맞은 우정" "Struck by Lightning"                    | 토비 존스, 오웬 데니스                                                                                    | 2015년 9월 17일  | 2016년 9월 24일    | 1035-203          | 1.39                   |
| 201202    | 1011      | "할로윈 스페셜 5: 공원 괴담" "Terror Tales of the Park V" | 토비 존스, 오웬 데니스, 라이언 페퀸, 민티 루이스                                                          | 2015년 10월 29일 | 2016년 10월 31일   | 1035-193 1035-194 | 1.31                   |
| 203       | 12        | "돌아온 파티 홀스" "The Return of Party Horse"            | 민티 루이스, 라이언 페퀸                                                                                  | 2015년 11월 9일  | 2016년 10월 1일    | 1035-204          | 1.03                   |
| 204       | 13        | "수면 사이클" "Sleep Cycle"                               | 매들린 퀘리펠, 알렉스 클라인                                                                              | 2015년 11월 10일 | 2016년 10월 8일    | 1035-205          | 1.32                   |
| 205       | 14        | "그냥 친구 사이" "Just Friends"                           | 캘빈 웡, 케이시 크로                                                                                      | 2015년 11월 11일 | 2016년 10월 15일   | 1035-206          | 1.26                   |
| 206       | 15        | "벤슨의 돼지" "Benson's Pig"                              | 벤튼 코너, 샘 스피나                                                                                      | 2015년 11월 12일 | 2016년 10월 22일   | 1035-207          | 1.16                   |
| 207       | 16        | "아일린의 계획" "The Eileen Plan "                        | 민티 루이스, 라이언 페퀸                                                                                  | 2015년 11월 13일 | 2017년 7월 21일    | 1035-209          | 1.13                   |
| 208       | 17        | "헬로우, 중국" "Hello China"                              | 토비 존스, 오웬 데니스                                                                                    | 2015년 11월 30일 | 2016년 10월 29일   | 1035-208          | 1.25                   |
| 209       | 18        | "Crazy Fake Plan"                                         | 매들린 퀘리펠, 알렉스 클라인                                                                              | 2015년 12월 1일  | 추후 공개          | 1035-211          | 1.25                   |
| 210       | 19        | "Win That Prize"                                          | 캘빈 웡, 케이시 크로                                                                                      | 2015년 12월 2일  | 추후 공개          | 1035-212          | 1.16                   |
| 211       | 20        | "스노우 튜브" "Snow Tubing"                               | 벤튼 코너, 샘 스피나                                                                                      | 2015년 12월 3일  | 2017년 7월 21일    | 1035-210          | 1.18                   |
| 212       | 21        | "Chili Cook Off"                                          | 토비 존스, 오웬 데니스                                                                                    | 2016년 3월 5일   | 추후 공개          | 1035-213          | 1.08                   |
| 213       | 22        | "Donut Factory Holiday"                                   | 라이언 페퀸, Nathan Bulmer                                                                                | 2016년 3월 12일  | 추후 공개          | 1035-214          | 1.02                   |
| 214       | 23        | "Gymblonski"                                              | 벤튼 코너, 샘 스피나                                                                                      | 2016년 3월 19일  | 추후 공개          | 1035-215          | 1.17                   |
| 215       | 24        | "Guys Night 2"                                            | 매들린 퀘리펠, 알렉스 클라인                                                                              | 2016년 3월 26일  | 추후 공개          | 1035-216          | 1.00                   |
| 216       | 25        | "Gary's Synthesizer"                                      | 오웬 데니스, 케이시 크로                                                                                  | 2016년 4월 2일   | 추후 공개          | 1035-217          | 1.00                   |
| 217       | 26        | "California King"                                         | 라이언 페퀸                                                                                               | 2016년 4월 9일   | 추후 공개          | 1035-219          | 1.10                   |
| 218       | 27        | "Cube Bros"                                               | 벤튼 코너, 샘 스피나                                                                                      | 2016년 4월 16일  | 추후 공개          | 1035-220          | 0.79                   |
| 219       | 28        | "Maellard's Package"                                      | 매들린 퀘리펠, 알렉스 클라인                                                                              | 2016년 4월 23일  | 추후 공개          | 1035-221          | 0.94                   |
| 220       | 29        | "Rigby Goes to the Prom"                                  | 토비 존스, 오웬 데니스                                                                                    | 2016년 5월 5일   | 추후 공개          | 1035-218          | 1.02                   |
| 221       | 30        | "The Button"                                              | 토비 존스, 오웬 데니스                                                                                    | 2016년 5월 12일  | 추후 공개          | 1035-223          | 1.40                   |
| 222       | 31        | "Favorite Shirt"                                          | 라이언 페퀸                                                                                               | 2016년 5월 19일  | 추후 공개          | 1035-224          | 1.17                   |
| 223       | 32        | "Marvolo the Wizard"                                      | 벤튼 코너, 샘 스피나                                                                                      | 2016년 5월 26일  | 추후 공개          | 1035-225          | 1.35                   |
| 224       | 33        | "Pops' Favorite Planet"                                   | 매들린 퀘리펠, 알렉스 클라인                                                                              | 2016년 6월 2일   | 추후 공개          | 1035-226          | 1.25                   |
| 225       | 34        | "Pam I Am"                                                | 케이시 크로, 기드온 체이스                                                                                | 2016년 6월 2일   | 추후 공개          | 1035-227          | 1.25                   |
| 226       | 35        | "Lame Lockdown"                                           | 벤튼 코너, 샘 스피나                                                                                      | 2016년 6월 9일   | 추후 공개          | 1035-230          | 1.02                   |
| 227       | 36        | "VIP Members Only"                                        | 매들린 퀘리펠, 알렉스 클라인                                                                              | 2016년 6월 16일  | 추후 공개          | 1035-231          | 0.98                   |
| 228       | 37        | "Deez Keys"                                               | 케이시 크로, 기드온 체이스                                                                                | 2016년 6월 23일  | 추후 공개          | 1035-232          | 1.18                   |
| 229230    | 3839      | "Rigby's Graduation Day Special"                          | 토비 존스, 오웬 데니스, 라이언 페퀸, 민티 루이스 J. G. 퀸텔, 맷 프라이스, 미셸 케빈, 션 스젤레스 (스토리) | 2016년 6월 30일  | 추후 공개          | 1035-228 1035-229 | 1.10                   |